# Kronberg (Gemeinde Ulrichskirchen-Schleinbach)
Kronberg ist ein Ort in der Marktgemeinde Ulrichskirchen-Schleinbach im Bezirk Mistelbach in Niederösterreich.

## Geografie
Der Straßendorf steigt nach Osten an und befindet sich östlich des Kreuttales am Hochleithenwald.

## Geschichte
Urkundlich wurde der Ort 1295 genannt. Auf dem naheliegenden Scheibenberg befand sich eine urzeitliche Befestigungsanlage mit Besiedlungsspuren aus dem Neolithikum und der Latènezeit. Auf dem Kreuz- bzw. Residenzberg befand sich die ehemalige Burg der Herren von Chranberg. Laut Adressbuch von Österreich waren im Jahr 1938 in der Ortsgemeinde Kronberg ein Bäcker, zwei Fleischer, zwei Gastwirte, drei Gemischtwarenhändler, drei Holzhändler, eine Milchgenossenschaft, ein Schmied, ein Schneider, ein Schuster, ein Tischler, ein Viktualienhändler und einige Landwirte ansässig.

## Bebauung
Der anfängliche Ort zeigt sich als Dreieckanger im westlichen Ortsteil. Auf dem südlichen Kreuzberg steht die Pfarrkirche und darumherum das sich um den Berg ziehende Kellerviertel. Weiters gibt es im Norden eine Kellergasse.

## Öffentliche Einrichtungen
In Kronberg befindet sich ein Kindergarten.

## Kultur und Sehenswürdigkeiten
- Katholische Pfarrkirche Kronberg Maria Trost
- Himmelskeller: Ein mittelalterlicher Erdstall mit einem Kapellenraum mit einer Ausstattung von Hermann Bauch.